# Уитли, Мэри
Леди Мэри Илона Маргарет Уитли (англ. Lady Mary Ilona Margaret Whitley, урождённая Леди Мэри Кембридж, англ. Lady Mary Cambridge; 24 сентября 1924, Лондон — 13 декабря 1999, Сомерсет) — Британская аристократка. Троюродная сестра королевы Великобритании, Елизаветы II.

## Биография
Леди Мэри родилась 24 сентября 1924 года. Она родилась ровно спустя 17 лет, после рождения её дяди Фредерика (1907—1940). Она была единственным ребёнком Джорджа, 2-й маркиза Кембриджского (1895—1981) и его супруги Доротеи Гастингс (1899—1988). Являясь прапраправнучкой короля Великобритании Георга III, Мэри была в линии наследования британского престола.
Её родители жили на окраине Гайд-парка в Лондоне, недалеко от принца Альберта и его жены. Мэри получила домашнее образование под присмотром бабушки, няни и гувернантки. Её часто приглашали поиграть со своими троюродными братьями и сестрами, принцессами Елизаветой (позже Елизавета II) и Маргарет. Когда они были в Лондоне, она также проводила с Джорджем и Джеральдом Ласселлесами, детьми Марии Великобританской (1897—1965). 29 ноября 1934 года она была подружкой невесты на свадьбе Джорджа Кентского с Мариной Греческой и Датской.
Мэри покинула Лондон после начала бомбардировки города, в 1940 году. Её отправили к бабушке по материнской линии, Мэри Кэролайн Кэмпбелл Тарратт, в их загородный дом недалеко от Уэст-Илсли в Беркшире.
Она регулярно посещала крупные королевские мероприятия, но, как и её отец, она не исполняла королевских обязанностей. 20 ноября 1947 года она также была подружкой невесты на свадьбе принцессы Елизаветы с Филиппом Маунтбеттеном. Она присутствовала в коронациях Георга VI и Елизаветы II. Также она присутствовала на церемонии выноса знамени каждый год с 1950 года до своей смерти. Исключением стал 1955 год, когда церемонию отменили из-за забастовки железнодорожников.
Она присутствовала на свадьбах: принцессы Маргарет и Энтони Армстронг-Джонса, принц Чарльза и Дианы Спенсер, принцессы Анны, и Марка Филиппса и принца Эндрю, с Сарой Фергюсон.
Мэри Уитли скончалась 13 декабря 1999 года.

## Брак и дети
9 ноября 1951 года, Мэри вышла замуж за Питера Уитли (1923—2003). Питер был сыном Нормана Уитли, серебряного призёра летних Олимпийских игр 1908. У супругов родилось двое детей:
- Сара Элизабет Уитли (род. 30 ноября 1954), 18 сентября 1982 года, вышла замуж за Тимоти Фелтона (род. 1954). У них родились две дочери:
  - Эмилия Илона Фелтон (род. 21 июля 1985)
  - Хлоя Амелия Фелтон (род. 17 июня 1987)
- Чарльз Фрэнсис Уитли (род. 10 сентября 1961), 25 мая 1991 года женился на Диане Хьюитт (род. 1953). Детей у них нет.